# Andrena anonyma
Andrena anonyma är en biart som beskrevs av Cameron 1897. Andrena anonyma ingår i släktet sandbin, och familjen grävbin. Inga underarter finns listade i Catalogue of Life.